# Losaria
Losaria — род дневных бабочек из семейства парусников (Papilionidae).

## Описание
Средних размеров бабочки, с удлиненными узкими задними крыльями с длинными хвостиками. В анальной области заднего крыла имеется довольно широкий
выступ, который заворачивается на верхнюю сторону крыла. Окраска тёмная — черная, чёрно-бурая или серовато-пепельная с контрастными, красными или оранжевыми пятнами на заднем крыле.
Тропические бабочки без четкой смены поколений в течение года, вследствие этого в одно и то же время можно наблюдать в природе все стадии развития бабочки — от яйца до имаго. Большинство видов трофически связаны с кирказонами.

## Систематика

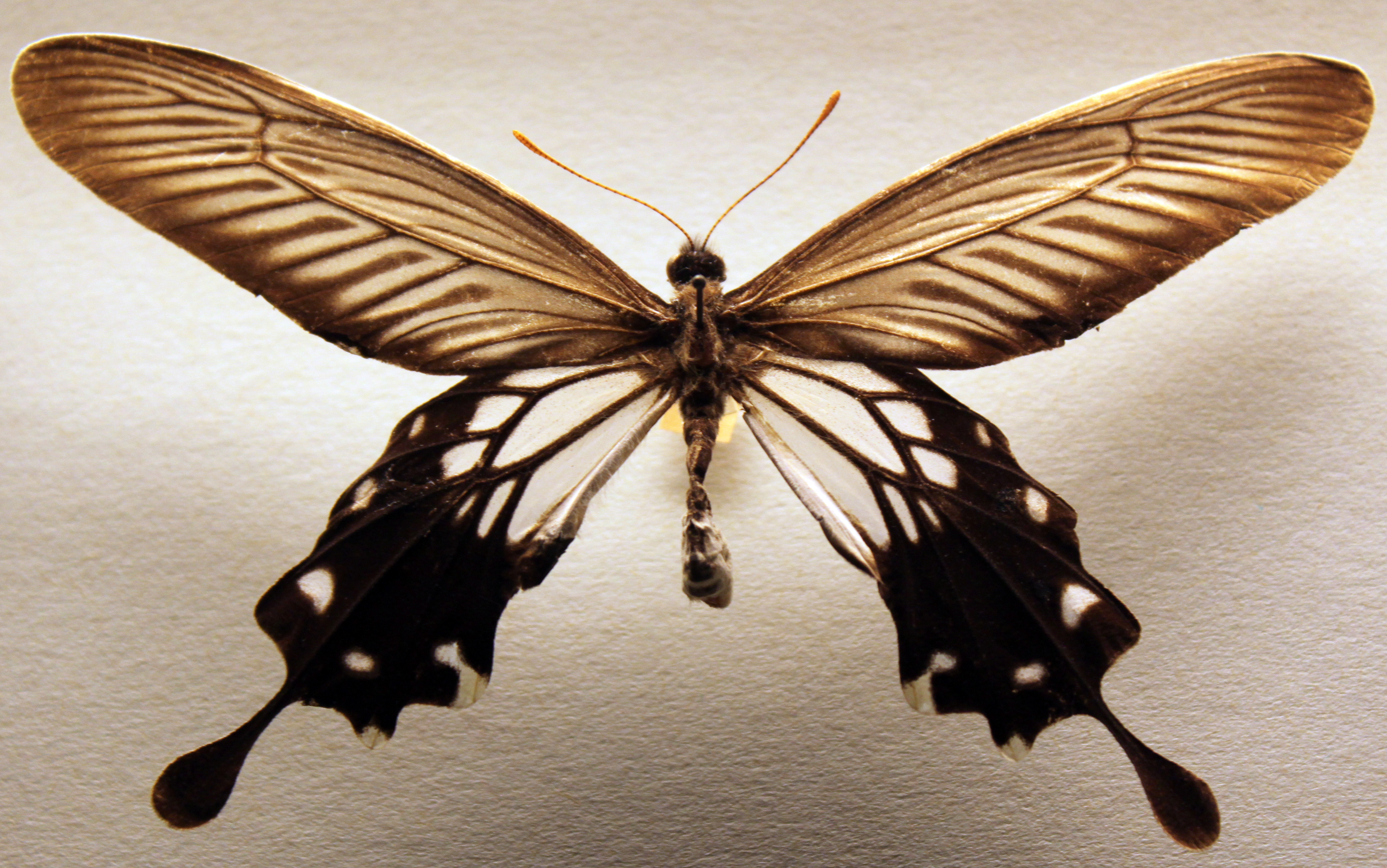
Losaria coon

Ранее данный таксон рассматривался в ранге подрода в составе рода Atrophaneura, однако после ревизии в начале 2000-х годов, он был повышен до уровня самостоятельного рода
- Losaria coon (Fabricius, 1793)
- Losaria palu (Martin, 1912) Ранее таксон рассматривался как подвид Atrophaneura coon
- Losaria neptunus (Guérin-Méneville, 1840)
- Losaria rhodifer (Butler, 1876)